# Política exterior de la segunda presidencia de Donald Trump
La política exterior de la segunda administración de Donald Trump ha sido descrita como imperialista y expansionista en relación con el resto de los países de América, y aislacionista con respecto a Europa, llevando a cabo lo que ha sido considerada una versión realista de la política trumpista de America First y una versión «radical» de la doctrina Monroe.
La administración de Trump fue descrita como rupturista con el orden liberal internacional basado en reglas establecidas después de 1945, dejando atrás el multilateralismo. Las relaciones de Trump con los aliados de Estados Unidos han sido transaccionales y han oscilado entre la indiferencia y la hostilidad, mientras que ha buscado relaciones más amistosas con ciertos adversarios de Estados Unidos. El gobierno se ha opuesto generalmente a la cooperación internacional en áreas como el medioambiente o la economía; ha propuesto, por su parte, eliminar o reducir la ayuda humanitaria exterior y cambiar las relaciones y políticas de acuerdo con esto.
Trump inició una guerra comercial con Canadá y México, continuando con la guerra comercial que ya había iniciado en contra de China. Repetidamente ha dicho que quiere anexar Canadá, Groenlandia y el canal de Panamá. Ha adoptado una postura firme a favor de Israel. En respuesta a la Guerra de Gaza, propone tomar el control de la Franja de Gaza, reubicar por la fuerza a la población palestina en otros estados árabes y reconstruir Gaza como un complejo turístico. Trump ha buscado un realineamiento con la Rusia de Vladímir Putin, un adversario histórico de Estados Unidos. Para poner fin a la invasión rusa de Ucrania, la administración de Trump ofreció concesiones a Rusia, suspendió toda la ayuda militar a Ucrania, solicitó la mitad del petróleo y los minerales de Ucrania como pago por el apoyo estadounidense y afirmó que Ucrania tenía parte de la responsabilidad por la invasión. Estas medidas han sido criticadas por la mayoría de los aliados de Estados Unidos.
La política exterior del segundo gobierno de Trump ha sido descrita como «realista» y relacionada con la política exterior del expresidente William McKinley.

## Equipo
| El personal de política exterior de la segunda administración Trump | El personal de política exterior de la segunda administración Trump |
| ------------------------------------------------------------------- | ------------------------------------------------------------------- |
| Vicepresidente                                                      | J. D. Vance (2025–present)                                          |
| Jefe de Gabinete de la Casa Blanca                                  | Susie Wiles (2025–present)                                          |
| Secretario de Estado                                                | Marco Rubio (2025–present)                                          |
| Secretario de Defensa                                               | Pete Hegseth (2025–present)                                         |
| Embajador ante las Naciones Unidas                                  | Dorothy Shea (2025–present)                                         |
| Director de Inteligencia Nacional                                   | Tulsi Gabbard (2025–present)                                        |
| Director de la Agencia Central de Inteligencia                      | Juan Ratcliffe (2025–present)                                       |
| Asesor de Seguridad Nacional                                        | Michael Vals (2025–present)                                         |
| Asesor adjunto de seguridad nacional                                | Alex Wong (2025–present)                                            |
| Representante comercial                                             | Juan Millán (2025–present)                                          |

## Aranceles
Los aranceles a la importación durante la segunda presidencia de Donald Trump y denominado por los medios de comunicación como guerra arancelaria, han reflejado una intensificación de las políticas comerciales proteccionistas en los Estados Unidos, con el presidente Donald Trump anunciando una serie de elevados aranceles a la importación que afectan a todos sus socios comerciales. Mientras que su primera administración impuso aranceles sobre aproximadamente 380 mil millones de dólares en importaciones, se proyecta que el total bajo su segunda administración supere los 1,4 billones de dólares para abril de 2025.
Trump reanudó la guerra comercial entre China y Estados Unidos, elevando los aranceles sobre China hasta un 145%. Asimismo, inició una segunda guerra comercial con Canadá y México al imponer un arancel del 25% sobre la mayoría de los productos canadienses y mexicanos, aunque posteriormente eximió de manera indefinida a todos los bienes que cumplieran con el T-MEC. Trump justificó estas acciones como un medio para responsabilizar a estos países por el tráfico de drogas ilegales y la inmigración irregular, además de apoyar la manufactura nacional. El 12 de marzo de 2025 entró en vigor un arancel global del 25% sobre productos de acero y aluminio.

## África

### Egipto
En febrero de 2025, Donald Trump propuso que Estados Unidos se hiciera cargo de la Franja de Gaza después de reubicar a todos los palestinos en Egipto y Jordania. Amenazó a Egipto con cortar la ayuda estadounidense si el país rechazaba su plan. En marzo de 2025, Egipto presentó su propio plan para reconstruir la Franja de Gaza, involucrando a las Naciones Unidas y a la Autoridad Nacional Palestina. El plan egipcio fue rechazado por la administración de Trump.

### Lesoto
En marzo de 2025, Donald Trump dijo que Estados Unidos había gastado 8 millones de dólares en el pasado «para promover los derechos LGBTQI+ en la nación africana de Lesoto, de la cual nadie ha escuchado hablar».

### República Democrática del Congo
El Secretario de Estado Marco Rubio condenó la ofensiva de Goma apoyada por Ruanda en la República Democrática del Congo, afirmando que Estados Unidos apoya la soberanía congoleña en una llamada telefónica con el presidente de la RDC, Félix Tshisekedi. Rubio pidió un alto el fuego inmediato el 28 de enero de 2025, después de una conversación telefónica con el presidente de Ruanda, Paul Kagame, y que todas las partes respeten la integridad territorial soberana.

### Sudáfrica
El 6 de febrero de 2025, el secretario de Estado de los Estados Unidos, Marco Rubio, anunció que no asistiría a la cumbre del G20 en Johannesburgo, citando la "controvertida ley de expropiación de tierras" de Sudáfrica como una de sus razones principales. Al día siguiente, el presidente Donald Trump emitió una Orden Ejecutiva para suspender toda ayuda y asistencia a Sudáfrica, argumentando que la ley de expropiación del país discriminaba supuestamente a los afrikáners, un grupo étnico predominantemente blanco.
En respuesta, Chrispin Phiri, portavoz del Departamento de Relaciones Internacionales y Cooperación de Sudáfrica, denunció la decisión, calificándola de insensible hacia la experiencia histórica de Sudáfrica con el colonialismo y el apartheid. Phiri añadió que la medida se basaba en desinformación y propaganda. Durante su discurso anual sobre el Estado de la Nación, el presidente sudafricano Cyril Ramaphosa reiteró que Sudáfrica "no se dejará intimidar ni manipular".
A principios de febrero de 2025, Reuters informó que Errol Musk, padre del empresario multimillonario Elon Musk, había organizado una llamada telefónica entre Ramaphosa y su hijo, Elon Musk, aliado de Trump. La llamada tuvo lugar en respuesta a la suspensión de la ayuda estadounidense a Sudáfrica.
El 15 de marzo de 2025, Marco Rubio declaró que el embajador de Sudáfrica en Estados Unidos Ebrahim Rasool «ya no es bienvenido» en Estados Unidos, acusándolo de ser un «político racista» que odiaba a su nación y al presidente Trump, por lo que se le consideraría persona non grata a partir de ese momento, expulsándolo del país.

## América

### Argentina

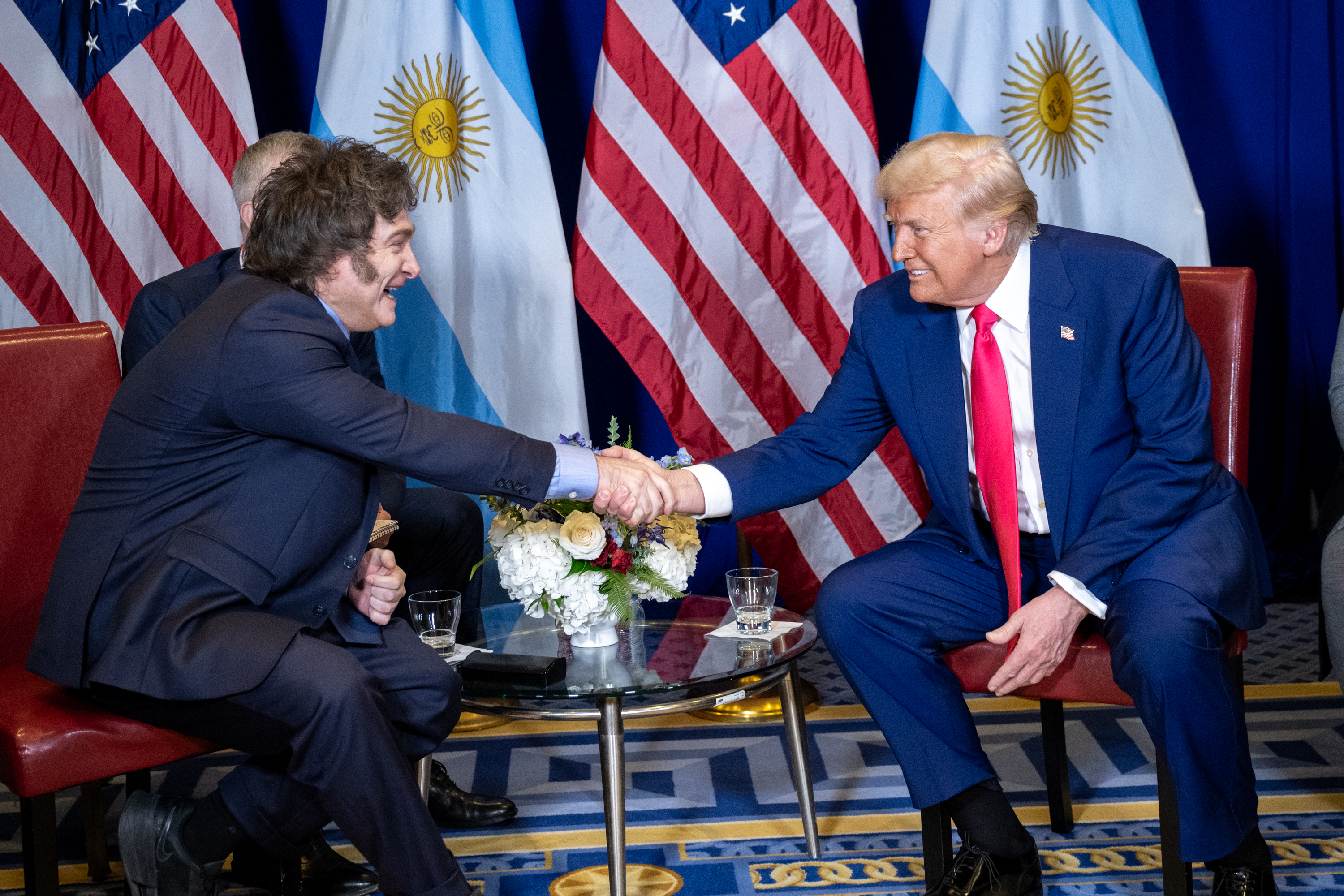
El presidente Trump y el presidente argentino Javier Milei en febrero de 2025.

El 14 de noviembre de 2024, el presidente argentino Javier Milei se dirigió a Florida para reunirse con Trump en Mar-a-Lago. Fue el primer jefe de Estado extranjero en viajar a Estados Unidos después de la victoria de Trump y reunirse con el presidente electo. En una llamada posterior a los resultados electorales, Trump llamó a Milei su "presidente favorito" en respuesta, según los informes. El presidente de Argentina pronunció un discurso en la cumbre del CPAC en Miami. Milei también se reunió con los directores planificados del Departamento de Eficiencia Gubernamental, Elon Musk y Vivek Ramaswamy, para asesorarlos sobre su objetivo de "desmantelar la burocracia", recortar el gasto gubernamental y reorganizar el personal federal. 

### Brasil
El expresidente Jair Bolsonaro fue invitado a la inauguración, sin embargo el Sistema Judicial de Brasil le negó el permiso para asistir debido a las investigaciones por el intento de golpe de Estado de 2022-2023. Bolsonaro apeló.

### Canadá

#### Guerra comercial
El 4 de marzo de 2025, el presidente Trump impuso un arancel del 25% sobre todas las importaciones canadienses, excluyendo los productos energéticos, que fueron sometidos a un arancel del 10%. Estas medidas fueron justificadas por la administración como esfuerzos para reducir el déficit comercial de Estados Unidos y presionar a Canadá para que reforzara la seguridad fronteriza contra la inmigración ilegal y el tráfico de drogas, en particular el fentanilo. En represalia, el primer ministro canadiense Justin Trudeau anunció aranceles inmediatos del 25% sobre 155 mil millones de dólares en bienes estadounidenses, con planes de extender estas medidas a otros 125 mil millones en las próximas semanas. Trudeau criticó los aranceles estadounidenses como injustificados y perjudiciales para ambas economías, e instó a los canadienses a apoyar los productos y servicios nacionales.
El 5 de marzo de 2025, Canadá presentó una queja formal ante la Organización Mundial del Comercio (OMC), impugnando los aranceles estadounidenses como injustificados y en violación de los acuerdos comerciales internacionales. La embajadora canadiense Nadia Theodore declaró que esta acción marcaba un paso formal en la búsqueda de una resolución a través del mecanismo de solución de controversias de la OMC. Dentro de Canadá, los aranceles y la retórica de anexión han provocado un aumento del nacionalismo. Los líderes provinciales han implementado medidas como la prohibición de la venta de licores estadounidenses y la revisión de contratos con proveedores estadounidenses. Por ejemplo, el primer ministro de Ontario, Doug Ford, ordenó a la Junta de Control de Licores de Ontario que retirara los productos alcohólicos estadounidenses de los estantes de las tiendas, enfatizando el apoyo a los productos fabricados en Canadá.

#### Propuesta de anexión
Desde su encuentro con el primer ministro canadiense Justin Trudeau en Mar-a-Lago a finales de noviembre de 2024, el presidente Donald Trump se ha referido a Canadá como un "estado" y a Trudeau como su "Gobernador". Esta declaración fue seguida por una conferencia de prensa en enero en la que Trump afirmó que estaba considerando la posibilidad de anexar Canadá mediante medidas económicas. Desde que asumió el cargo, Trump ha amenazado y aplicado temporalmente aranceles a productos canadienses en repetidas ocasiones, sugiriendo que Canadá podría evitar dichos aranceles si se convirtiera en el estado número 51 de los Estados Unidos, una idea que ha reiterado en múltiples ocasiones. Inicialmente descartados como comentarios retóricos o humorísticos, estas declaraciones han sido tomadas en serio por funcionarios canadienses. El primer ministro Justin Trudeau expresó su preocupación de que las ambiciones de anexión de Trump pudieran estar motivadas por un deseo de acceder a los vastos recursos minerales de Canadá. Trudeau enfatizó la importancia de proteger la soberanía canadiense y reiteró el compromiso de Canadá de mantener su independencia.
Además de estos comentarios, Trump mencionó en comunicaciones diplomáticas oficiales su intención de desafiar el Tratado de 1908, que establece la frontera actual entre Canadá y Estados Unidos. 

### Chile
Trump nombró a Brandon Judd como embajador de Estados Unidos en Chile. Judd fue miembro de la Patrulla Fronteriza de los Estados Unidos, se desempeñó como presidente del sindicato del Consejo Nacional de la Patrulla Fronteriza, y es partidario de la construcción del muro fronterizo.

### Colombia
En enero de 2025, surgió una disputa entre Colombia y Estados Unidos después de que el presidente colombiano Gustavo Petro se negara a permitir que aterrizaran sin anunciarse dos aviones militares estadounidenses que transportaban a ciudadanos colombianos deportados esposados. Cada vuelo transportaba aproximadamente 80 deportados colombianos. En respuesta, el presidente Trump impuso aranceles de emergencia del 25% a todas las importaciones colombianas, implementó prohibiciones de viaje y revocaciones de visas para funcionarios del gobierno colombiano e implementó inspecciones aduaneras y de protección fronteriza mejoradas para todos los ciudadanos colombianos y la carga procedente de Colombia. Según CNN, este fue el primer caso en el que «Trump utilizó presión económica para obligar a otras naciones a alinearse con sus planes de deportación masiva desde que asumió el cargo». Trump dijo que duplicaría los aranceles al 50% en una semana si Petro no revertía su decisión. Los diplomáticos de ambos países llegaron a un acuerdo que ha visto a Colombia enviar sus propios aviones de la fuerza aérea para recoger a los migrantes, un proceso que según Petro garantiza que sean tratados «con dignidad» y sin ser esposados. El gobierno de Estados Unidos hizo concesiones a Colombia al aceptar no esposar ni fotografiar a los deportados y al enviar personal de Seguridad Nacional, en lugar de oficiales militares, como escoltas de vuelo.

### Cuba
En uno de sus primeros actos de su segunda administración, el presidente Trump reinstauró a Cuba como Estado patrocinador del terrorismo, revirtiendo una acción realizada por el presidente Biden en las semanas anteriores a cambio de presos políticos. También restableció una lista de «entidades restringidas» establecida durante su primera administración. El presidente Miguel Díaz-Canel calificó las medidas como «un acto de arrogancia y desprecio por la verdad».
Más tarde, en enero de 2025, Trump anunció que utilizaría el campo de detención de la Bahía de Guantánamo como centro de detención para hasta 30.000 inmigrantes criminales, en medio de los esfuerzos de su administración de deportación masiva en todo Estados Unidos. El Secretario de Defensa, Pete Hegseth, especificó que la instalación sería administrada por el Servicio de Inmigración y Control de Aduanas de Estados Unidos y se utilizaría como «tránsito temporal» para «trasladar humanamente a los ilegales... de vuelta a los países de donde vinieron en un proceso adecuado». Los vuelos que transportaban inmigrantes a Guantánamo comenzaron el 4 de febrero, y el primero de ellos estaba formado por 10 presuntos miembros del Tren de Aragua que salieron de El Paso, Texas.

### El Salvador
El 15 de marzo de 2025, el gobierno del presidente estadounidense Donald Trump deportó al menos 238 venezolanos hacia El Salvador en tres vuelos, donde fueron encarcelados, acusándolos de pertenecer a la banda criminal del Tren de Aragua y basándose en la Ley de Enemigos Extranjeros de 1798, una ley poco conocida de tiempos de guerra. Los deportados fueron identificados por detalles como hasta por un tatuaje, una oreja, el cuello, o la forma en la que tenían la cabeza afeitada. Sus familiares han rechazado las acusaciones de que pertenezcan a bandas criminales.
Mientras dos aviones estaban en el aire y antes de que el tercero despegara, un juez federal ordenó detener la deportación y que los vuelos regresaran. La Casa Blanca ignoró la orden, y al aterrizar los vuelos el presidente de El Salvador, Nayib Bukele, se burló de la decisión escribiendo en redes sociales: «Uy… demasiado tarde». En abril de 2025, la Corte Suprema de los Estados Unidos avaló temporalmente las deportaciones realizadas mediante la Ley de Enemigos Extranjeros.
En El Salvador, los deportados recluidos en el Centro de Confinamiento del Terrorismo (CECOT). Ni el gobierno estadounidense ni el salvadoreño ofrecieron detalles ni pruebas que respaldaran sus afirmaciones de que los deportados habían sido acusados de delitos o tenían conexiones con alguna banda criminal. Luego de la deportación, la administración Trump admitió en documentos judiciales que varios de los deportados no tenían antecedentes penales en los Estados Unidos.
Investigaciones periodísticas han determinado que la mayoría de los 238 deportados no tenían antecedentes penales. Un reportaje del programa 60 Minutes, de CBS News, concluyó que 75% no tenían antecdentes, y Bloomberg determinó que el 90% no tenían antecedentes en los Estados Unidos.

### México
El 4 de marzo de 2025, Estados Unidos impuso aranceles del 25% a los productos mexicanos. Parte de estos aranceles se levantaron durante un mes el 6 de marzo, después de una conversación telefónica entre Trump y la presidenta de México, Claudia Sheinbaum.
Durante los primeros meses de 2025, México intensificó su lucha contra el narcotráfico y la inmigración tras las declaraciones de Trump sobre el tema. En particular, México entregó a las autoridades estadounidenses a 29 prisioneros importantes de cárteles en febrero de 2025.

### Panamá
El 4 de marzo de 2025, el presidente Trump reiteró su intención de tomar el control del Canal de Panamá, alegando que Panamá había incumplido un acuerdo con Estados Unidos sobre su uso. El presidente panameño, José Raúl Mulino, calificó estas declaraciones como "mentiras" y un atentado "a la dignidad" de Panamá. El mismo día, una empresa de Hong Kong anunció su intención de vender dos puertos del canal a una compañía estadounidense.

### Venezuela
El enviado especial de Estados Unidos para Venezuela, Richard Grenell, se reunió con Nicolás Maduro en enero de 2025, aclarándole que su presencia era un «regalo» para su gobierno, negociando la liberación de seis estadounidenses y declarando tras el encuentro que el presidente Trump «es alguien que no quiere hacer cambios de régimen» y que las peticiones de Maduro en la negociación no habían sido concedidas. Tras el encuentro, se reanudaron las deportaciones de venezolanos entre ambos países.
En febrero de 2025, el gobierno de Trump revocó el Estatus de Protección Temporal (TPS) otorgado a venezolanos en Estados Unidos en 2023, que inicialmente duraría hasta el 2 octubre de 2026 por la extensión del gobierno de Joe Biden, anunciando que los migrantes venezolanos que lo tuvieran quedarían sin protección 60 días después de dicho comunicado, alegando que miembros de la banda trasnacional Tren de Aragua habían obtenido dicho estatus.
El 3 de marzo de 2025 el gobierno de Trump le dio 30 días a Chevron Corporation, que producía 1/4 del petróleo del país, para cesar sus actividades en Venezuela.
Donald Trump emitió una orden ejecutiva el 15 de marzo, apelando a la Ley de Enemigos Extranjeros de 1798, para acelerar las deportaciones masivas de los integrantes del Tren de Aragua. Dicha ley no había sido utilizada desde la Segunda Guerra Mundial.

## Asia

### China
Justo antes de la segunda toma de posesión de Trump, el vicepresidente Vance y su aliado Elon Musk mantuvieron reuniones por separado con el vicepresidente de China, Han Zheng, quien se encontraba en Washington asistiendo al evento como representante especial del secretario general del Partido Comunista chino, Xi Jinping. Los comentaristas consideraron que la presencia de Han en el evento representa el interés de Xi en fortalecer las relaciones entre China y Estados Unidos bajo el mandato de Trump.
China ha apoyado los esfuerzos de Trump de poner fin a la guerra en Ucrania.

### Corea del Sur
En marzo de 2025, Trump afirmó, sin proporcionar evidencia, que "el arancel promedio de Corea del Sur [hacia Estados Unidos] es cuatro veces mayor" que el arancel promedio de Estados Unidos hacia Corea del Sur, al mismo tiempo que destacó que Estados Unidos "brinda mucha ayuda militar y de muchas otras formas a Corea del Sur".

### India

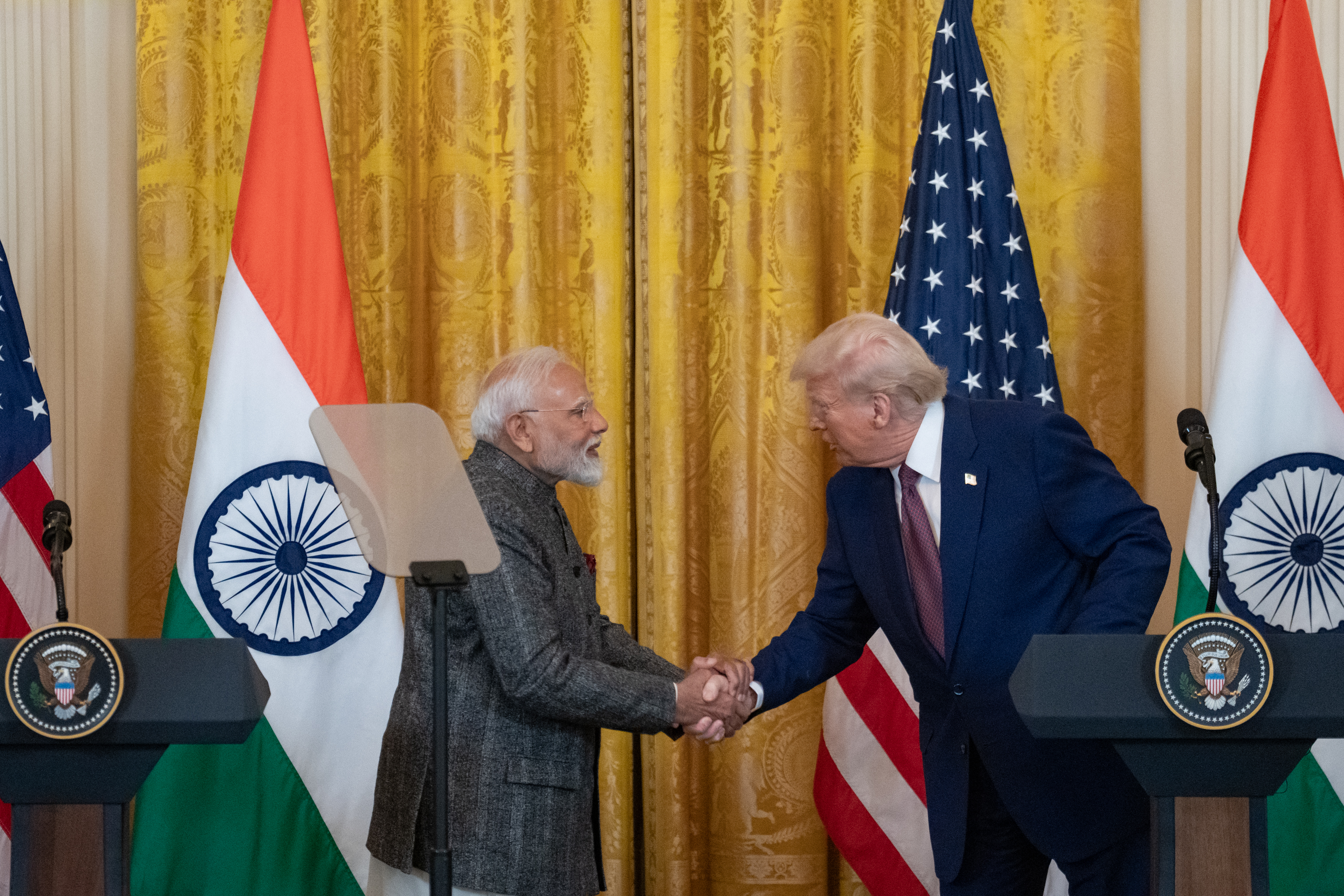
Trump con el primer ministro de la India, Narendra Modi en la Casa Blanca. Febrero de 2005.

Trump y el primer ministro de la India, Narendra Modi, se comprometieron a profundizar la asociación entre Estados Unidos y la India. El 13 de febrero de 2025, Modi se convirtió en el cuarto líder mundial en visitar a Donald Trump en la Casa Blanca. Durante la reunión, Modi elogió el movimiento MAGA y dijo: "Tomando prestada una expresión de Estados Unidos, nuestra visión para una India desarrollada es ‘Hacer que la India sea Grande Otra Vez’, o MIGA. Cuando Estados Unidos y la India trabajan juntos, cuando es MAGA más MIGA, se convierte en algo mega: una mega asociación para la prosperidad".
La India rechazó la oferta de Trump de mediar en las tensiones entre India y China.

### Irán
Elon Musk se reunió con el embajador de Irán ante la ONU, Saeid Iravani, el 11 de noviembre de 2024.
En enero de 2025, según se informó, Elon Musk ayudó a la primera ministra de Italia, Giorgia Meloni, a lograr la liberación de la ciudadana italiana Cecila Sala de una prisión iraní. En febrero de ese año, declaró que prefería negociar antes que tomar acciones militares contra Irán.

### Israel

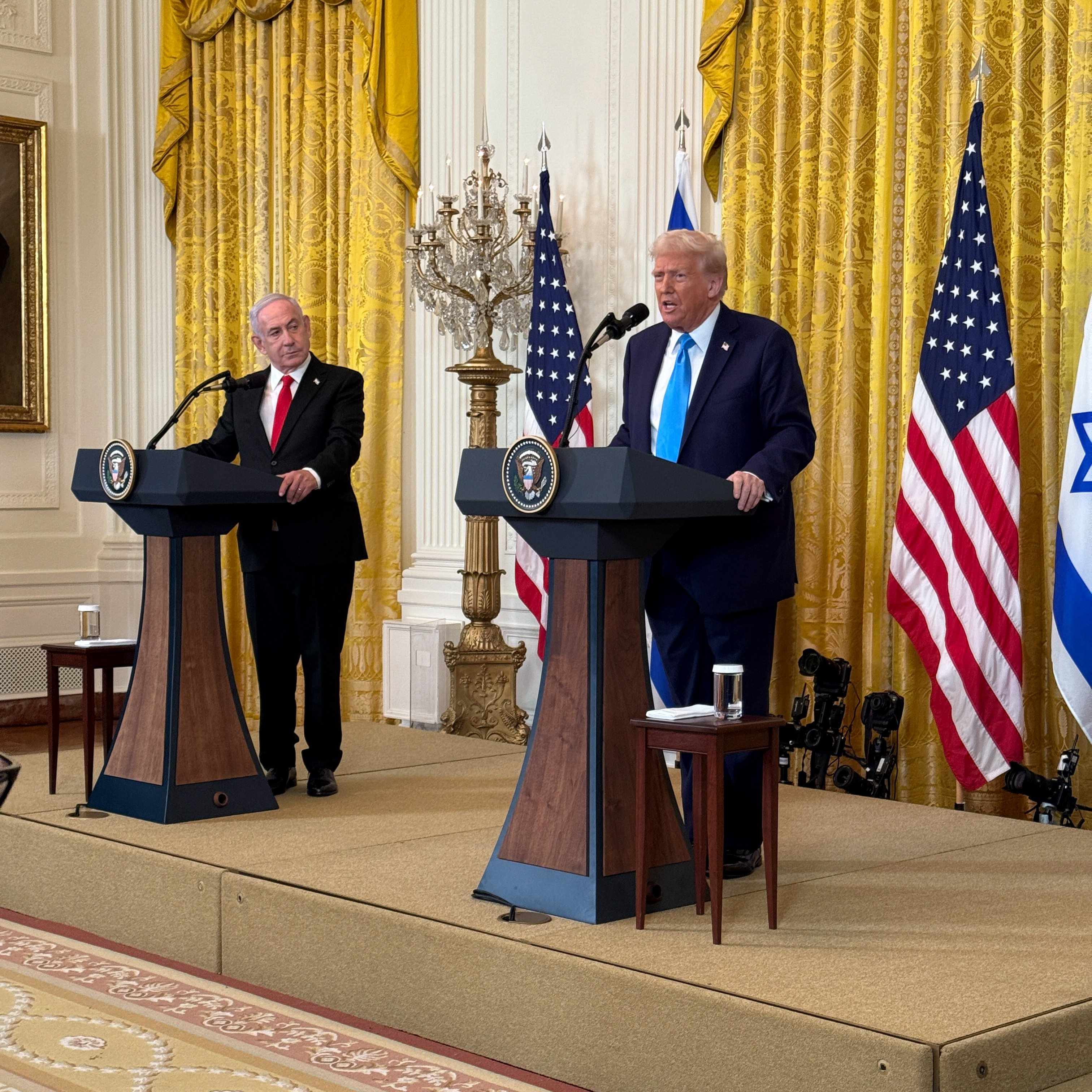
Trump y el primer ministro israelí, Benjamin Netanyahu, febrero de 2025

En su primer mandato, Trump fue considerado uno de los presidentes más pro-Israel de Estados Unidos. Durante su campaña presidencial de 2024, Trump instó al primer ministro israelí, Benjamin Netanyahu, a poner fin a la guerra en Gaza en dos meses y abrió la puerta a ataques a las instalaciones nucleares de Irán. Trump advirtió a Hamás que tendrían que pagar un duro golpe si la guerra no terminaba antes de que él asumiera el cargo en enero. Tras las elecciones, Trump habló con el presidente palestino Mahmoud Abbas por primera vez desde 2017. Durante su llamada telefónica, Trump expresó su deseo de poner fin rápidamente a la guerra en Gaza.
Se espera que el yerno de Trump y exasesor principal de la Casa Blanca, Jared Kushner, desempeñe un papel clave en la futura política de Estados Unidos en Medio Oriente como asesor presidencial externo. Kushner, que es proisraelí y tiene vínculos con varios líderes árabes, ayudó anteriormente a negociar los Acuerdos de Abraham durante la primera presidencia de Trump. La mayoría de los asesores y designados de Trump son considerados firmes partidarios del Estado judío, incluidos Pete Hegseth, Mike Huckabee, Robert F. Kennedy Jr., John Ratcliffe, Marco Rubio, Elise Stefanik y Michael Waltz. El empresario libanés-estadounidense Massad Boulos, quien fue designado asesor principal sobre asuntos árabes y de Medio Oriente y tiene vínculos con políticos libaneses, es visto como un intermediario entre Trump y los líderes árabes. Mientras que se espera que el enviado especial para Oriente Medio, Steve Witkoff, se ocupe de Israel, Boulos ayudará en las negociaciones con el mundo árabe.
Días antes de la toma de posesión del gobierno, se alcanzó un acuerdo de alto el fuego entre Israel y Hamás. Tanto Trump como Biden se atribuyeron el mérito del acuerdo de alto el fuego, y el primero lo calificó de "ÉPICO". Varios medios de comunicación, incluidos Haaretz y The Times of Israel, atribuyeron a Trump y Witkoff la responsabilidad.
En marzo de 2025, Israel, con el respaldo de la administración Trump, lanzó ataques aéreos sobre Gaza, matando a más de 400 personas y poniendo fin a un alto al fuego. Los bombardeos se produjeron tras una disputa sobre la liberación de rehenes, en la que Israel exigía que Hamás liberara a la mitad de los rehenes restantes antes de extender la tregua, mientras que Hamás insistía en continuar las negociaciones. La Casa Blanca confirmó que Israel consultó a Trump previamente, y Trump advirtió de graves consecuencias para Hamás. En respuesta, los hutíes de Yemen lanzaron misiles contra Israel, que fueron interceptados, mientras que Estados Unidos atacó objetivos hutíes en Yemen.

### Japón
En marzo de 2025, Trump se lamentó de que Japón está "haciendo una fortuna con [Estados Unidos] económicamente", mientras que el Tratado de Seguridad entre Estados Unidos y Japón requiere que Estados Unidos "proteja" a Japón, pero Japón no tiene que "proteger" a Estados Unidos, por lo que Trump "preguntó quién hace estos acuerdos". También ese mes, Trump dijo que llamó "a los líderes de Japón para decirles que no pueden seguir reduciendo y devaluando su moneda... es injusto... Y la forma en que lo resuelven muy fácilmente es con aranceles".

### Jordania
En febrero de 2025, Donald Trump propuso que los Estados Unidos tomaran la Franja de Gaza, después de relocalizar a todos los palestinos hacia Jordania y Egipto.

### Siria
En la guerra civil siria, la oposición siria lanzó una ofensiva contra las Fuerzas Armadas sirias pro gubernamentales a fines de noviembre de 2024, capturando las grandes ciudades de Alepo y Hama. Mientras las fuerzas de oposición seguían acercándose a Damasco, el presidente electo Trump declaró el 7 de diciembre que Estados Unidos debería mantenerse al margen del conflicto, afirmando "ESTA NO ES NUESTRA LUCHA" en una publicación en las redes sociales. Los grupos rebeldes capturaron Damasco al día siguiente, el 8 de diciembre, cuando las fuerzas gubernamentales se rindieron y el presidente Bashar al-Assad huyó del país.
El 30 de enero de 2025, el Comando Central de los Estados Unidos llevó a cabo un ataque aéreo, matando al alto operativo de Hurras al-Din, Muhammad Salah al-Za'bir, dentro de Siria.
El 9 de marzo, el secretario de Estado, Marco Rubio, condenó la masacre de minorías en Siria cometidas por combatientes progubernamentales durante los enfrentamientos en el occidente del país.

### Yemen
El 15 de marzo de 2025, Estados Unidos lanzó ataques aéreos contra objetivos hutíes en Yemen como respuesta a los ataques contra el transporte marítimo en el Mar Rojo. El presidente Trump declaró que los ataques tenían como objetivo restaurar la libertad de navegación y disuadir futuras agresiones. El ministerio de salud controlado por los hutíes informó de 31 muertos y más de 100 heridos. El grupo, respaldado por Irán, prometió continuar atacando embarcaciones hasta que Israel levantara el bloqueo de Gaza. Trump advirtió sobre posibles acciones adicionales e instó a Irán a retirar su apoyo.

## Europa

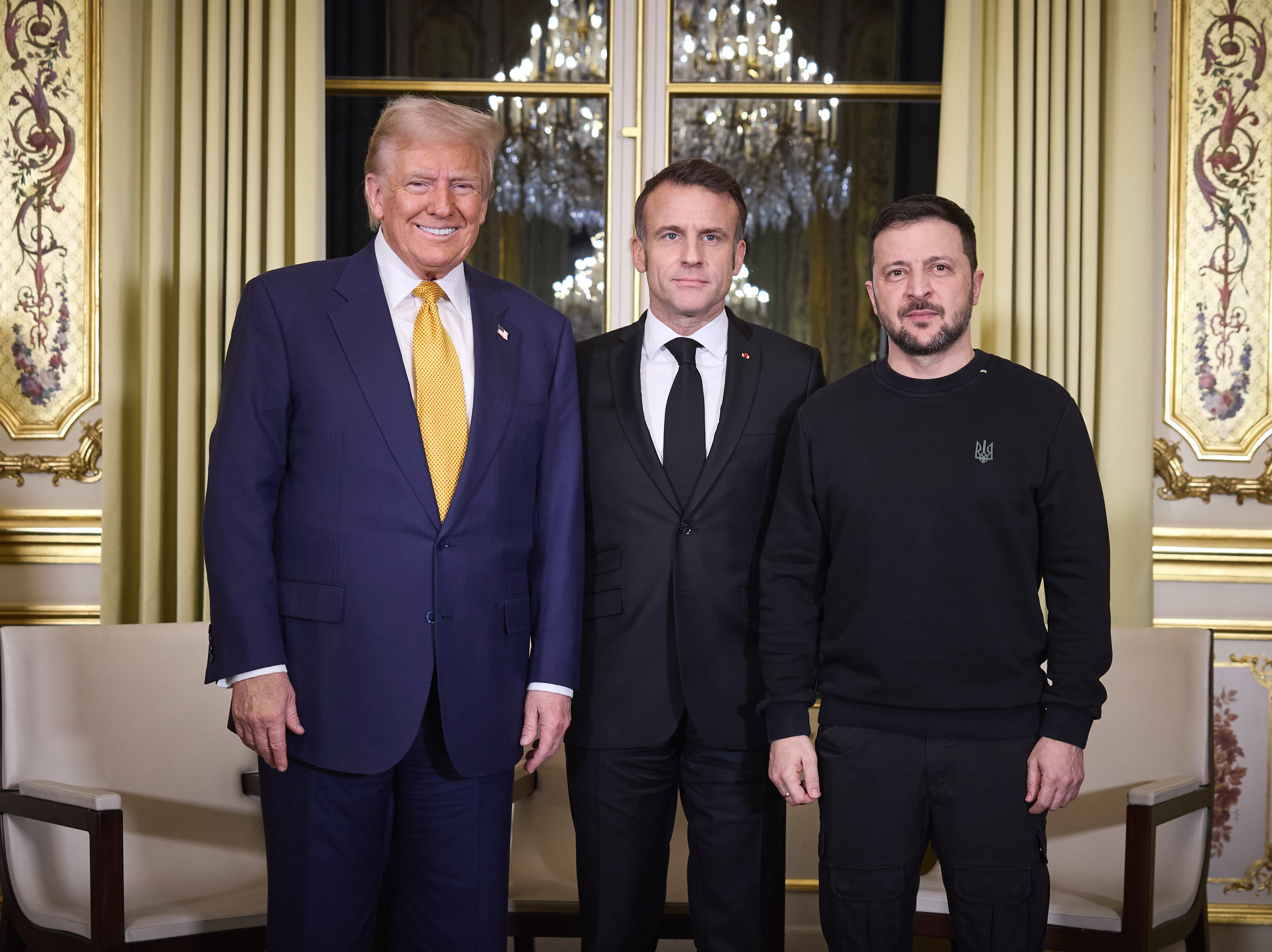
El presidente electo Trump se reúne con el presidente francés Emmanuel Macron y el presidente ucraniano Volodymyr Zelenskyy durante la reapertura de Notre-Dame el 7 de diciembre de 2024.

Durante su campaña electoral, Trump dijo que los aliados europeos "nos tratan en realidad peor que nuestros llamados enemigos". Y añadió: "Nosotros los protegemos y luego ellos nos estafan en el comercio. No vamos a permitir que eso vuelva a suceder". Se comprometió a imponer aranceles a los socios comerciales, incluidos los de Europa.
Trump dijo que no defendería a los aliados de la OTAN en Europa si no cumplían el objetivo de la alianza de gastar el 2% del PIB en defensa, y en cambio "alentaría" a Rusia a "hacer lo que les dé la gana".

### Alemania
En febrero de 2025, el vicepresidente J. D. Vance se reunió con la líder del partido de extrema derecha, Alternativa para Alemania, y expresó su apoyo en distender las restricciones hacia el partido.

### Dinamarca
En enero de 2025, el presidente Trump declaró que deseaba comprarle Groenlandia a Dinamarca, o tomarla por la fuerza, debido a razones de seguridad nacional. 

### Francia

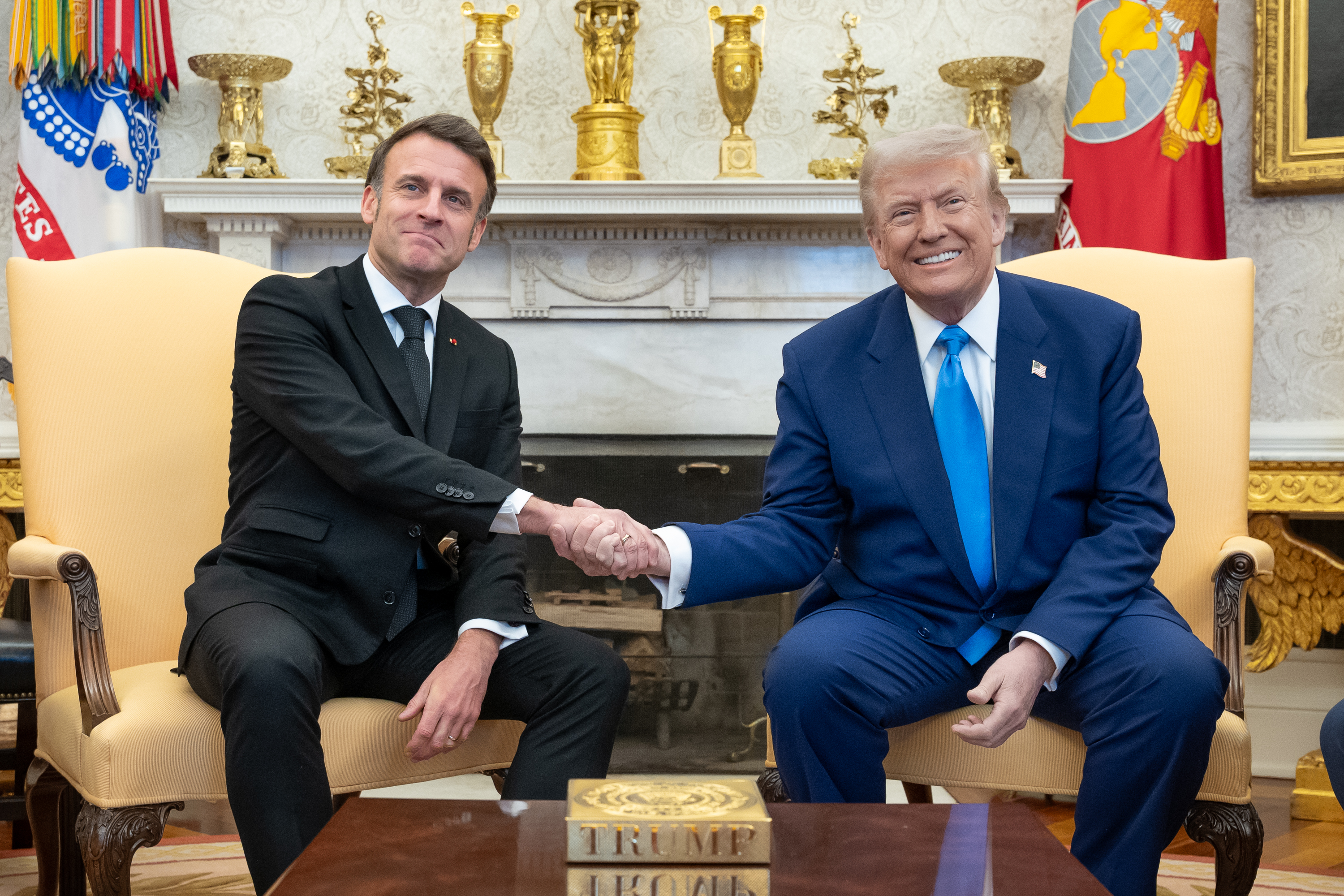
Trump y el presidente francés Emmanuel Macron. Febrero de 2005.

Un mes después de las elecciones, Trump viajó a París para asistir a la reapertura de Notre-Dame de París el 7 de diciembre, cinco años después de que fuera severamente dañada por un incendio. Fue su primer viaje al extranjero como presidente electo desde su segunda victoria electoral. Se reunió con varios líderes mundiales antes de la ceremonia, incluido el presidente francés Emmanuel Macron, el presidente ucraniano Volodímir Zelenski y el príncipe Guillermo del Reino Unido.

### Reino Unido

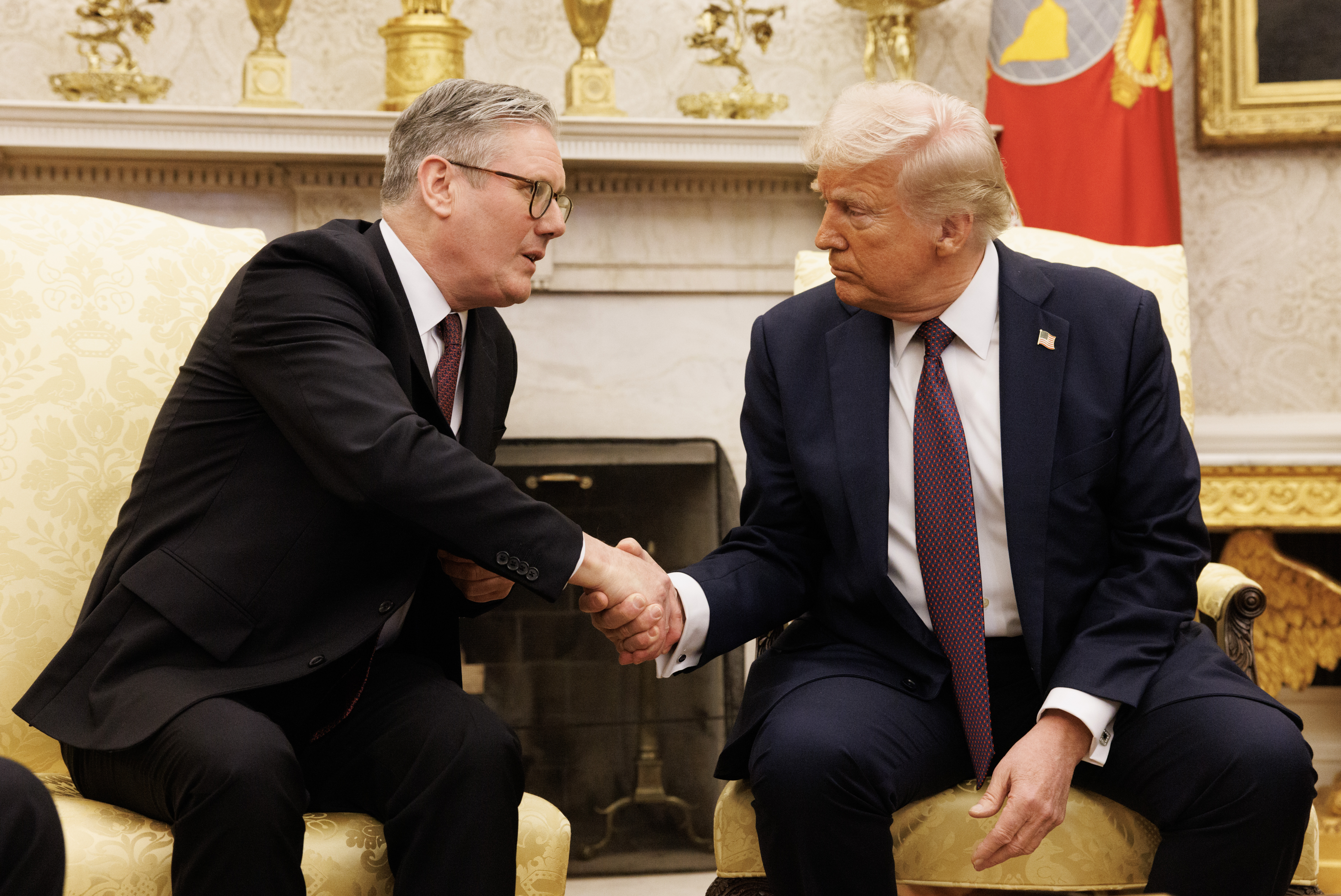
Trump y el primer ministro británico Keir Starmer. Febrero de 2025.

En noviembre de 2024, el primer ministro del Reino Unido, Keir Starmer, felicitó a Trump en una llamada telefónica después de que este ganara las elecciones presidenciales de Estados Unidos de 2024, junto con otros líderes mundiales, diciendo: "Espero trabajar con usted en los próximos años. Sé que la relación especial entre el Reino Unido y Estados Unidos seguirá prosperando en ambos lados del Atlántico en los años venideros".
Trump mantuvo una reunión con Starmer en la Casa Blanca en febrero de 2025, donde Trump aceptó la solicitud del rey Carlos III de realizar una visita de Estado al Reino Unido.

### Rusia y Ucrania
Sobre la guerra ruso-ucraniana, Trump prometió que, incluso antes de asumir el cargo, negociaría el fin de la guerra en un día, detendría el "flujo interminable de tesoros estadounidenses a Ucrania" y haría que los europeos reembolsaran a Estados Unidos el costo de reconstruir sus antiguas reservas.
Tras su victoria, Trump llamó al presidente ruso Vladímir Putin para advertirle de no intensificar la invasión rusa de Ucrania, expresando su interés en resolver la guerra en una fecha posterior. Trump se reunió con el presidente ucraniano Volodímir Zelenski durante la campaña y en la reinauguración de la Catedral de Notre Dame.
El teniente general retirado Keith Kellogg y Frederick H. Fleitz, quienes sirvieron en el personal del Consejo de Seguridad Nacional de Trump, le presentaron a Trump un plan de paz detallado para poner fin a la guerra de Rusia en Ucrania. El plan pretende obligar a ambas partes a entablar conversaciones de paz y a un alto el fuego basándose en las líneas del frente actuales. Si Ucrania se negara a entablar conversaciones de paz, se suspenderían los suministros de armas; si Rusia se negara a entablar conversaciones de paz, se incrementarían los suministros de armas a Ucrania.
El 12 de febrero, después de mantener una larga llamada telefónica con el presidente ruso Vladímir Putin, Trump dijo que las negociaciones para poner fin a la guerra en Ucrania comenzarían pronto. Más tarde se anunció que se celebrarían conversaciones de paz en Arabia Saudita en las que participarían tanto Rusia como Estados Unidos.
El 18 de marzo de 2025, Trump y Putin discutieron sobre la guerra en Ucrania. Putin aceptó una pausa de 30 días en los ataques energéticos, pero rechazó un alto al fuego más amplio, exigiendo el fin de la ayuda militar extranjera. La Casa Blanca presentó la llamada como un avance, mientras que el Kremlin enfatizó las preocupaciones de seguridad de Rusia. Las conversaciones incluyeron un alto al fuego en el Mar Negro y un intercambio de prisioneros, pero los ataques en Kiev continuaron, lo que subraya las hostilidades en curso.

## Organizaciones multilaterales

### ONU
A principios de 2025, la administración de Trump redujo significativamente la participación de Estados Unidos en las Naciones Unidas, citando preocupaciones sobre soberanía, rendición de cuentas y alineación con los intereses estadounidenses. La administración se retiró de organismos clave de la ONU, incluidos el Consejo de Derechos Humanos y el fondo de la ONU para daños climáticos, y suspendió todo el financiamiento a la Agencia de las Naciones Unidas para los Refugiados Palestinos (UNRWA), acusando a esta última de tener un sesgo antiisraelí y vínculos con Hamás.

### USAID
En enero de 2025, la administración Trump eliminó más del 90% de los contratos de ayuda exterior de la Agencia de los Estados Unidos para el Desarrollo Internacional (USAID) y recortó 60 mil millones de dólares en asistencia estadounidense a nivel mundial. 

## Expansionismo

Estados Unidos incluyendo Canadá, Groenlandia y la Zona del Canal de Panamá según diseños expansionistas propuestos por Donald Trump (2024).

En el período previo a su segunda toma de posesión, Trump propuso planes e ideas que ampliarían la influencia política y el territorio de Estados Unidos. El último territorio adquirido por Estados Unidos fue en 1947 cuando se adquirieron las Islas Marianas, Carolinas y Marshall.

### Canadá
Trump ha pedido reiteradamente que Canadá se convierta en el estado número 51 de Estados Unidos. Inicialmente planteó este concepto en una cumbre en diciembre de 2024 con el primer ministro canadiense, Justin Trudeau, y otros funcionarios del gobierno canadiense; los funcionarios inicialmente lo interpretaron como una broma. En enero de 2025, poco antes de asumir el cargo, Trump continuó con esta retórica, afirmando que utilizaría la “fuerza económica”, pero no la fuerza militar, para anexar Canadá.
Trump hizo repetidas alusiones al tema de la anexión canadiense durante su primer mes en el cargo  y firmó una orden ejecutiva para imponer aranceles generales del 25 por ciento a todas las importaciones canadienses. La orden ejecutiva citó los cruces fronterizos ilegales y la crisis del fentanilo como las razones de los aranceles, aunque Canadá es responsable de alrededor del 1,5 por ciento de los inmigrantes ilegales y menos del uno por ciento de todo el fentanilo incautado en la frontera. En Truth Social, Trump compartió su desaprobación del déficit comercial de Estados Unidos con Canadá. Cuando un periodista le preguntó qué podría hacer Canadá para evitar los aranceles, volvió a plantear la idea de que Estados Unidos anexara la nación como su 51º estado.
Canadá prometió más de 150 mil millones de dólares canadienses en aranceles de represalia, y las respuestas provinciales incluyeron la propuesta de Ontario de miles de millones de dólares en aplazamientos y pagos de impuestos para frenar las consecuencias económicas de los aranceles generales. Poco antes de que entraran en vigor, Trump llegó a un acuerdo con Trudeau para retrasar temporalmente sus aranceles generales durante 30 días. Poco después, hizo planes para imponer aranceles al acero y al aluminio con importantes repercusiones en Canadá.
Posteriormente, Trump siguió insistiendo en que Canadá podría convertirse en el estado número 51. En una entrevista previa al Super Bowl LIX, el periodista de Fox News Bret Baier le preguntó a Trump si hablaba en serio acerca de sus propuestas de convertir a Canadá en un estado de EE. UU.; Trump dijo que efectivamente hablaba en serio. Trudeau fue captado en una reunión privada implorando a los líderes del sector privado que tomen en serio las amenazas de anexión de Trump.
Las encuestas mostraron que la gran mayoría de los canadienses se oponían a la idea de unirse a los EE. UU. En febrero, los 13 primeros ministros canadienses visitaron Washington D. C. juntos para abogar por el aplazamiento permanente de los planes arancelarios.

### Groenlandia
En diciembre de 2024, Trump presentó una nueva propuesta para que Estados Unidos compre Groenlandia a Dinamarca, describiendo la propiedad y el control de la isla como "una necesidad absoluta" para fines de seguridad nacional. Esto se basa en una oferta anterior de Trump para comprar Groenlandia durante su primer mandato, que el Reino de Dinamarca rechazó, lo que le obligó a cancelar su visita de agosto de 2019 a Dinamarca. El 7 de enero de 2025, el hijo de Trump, Donald Trump Jr., visitó la capital de Groenlandia , Nuuk, junto con Charlie Kirk para repartir gorras MAGA. En una conferencia de prensa al día siguiente, Trump se negó a descartar el uso de la fuerza militar o económica para tomar el control de Groenlandia o el Canal de Panamá. Sin embargo, descartó el uso de la fuerza militar para tomar el control de Canadá. El 14 de enero, los Nelk Boys, afiliados a Trump, también visitaron Nuuk y repartieron billetes de dólar a los lugareños. El 16 de enero, los directores ejecutivos de las principales empresas danesas Novo Nordisk, Vestas y Carlsberg, entre otras, se reunieron en una reunión de crisis en el Ministerio de Estado para discutir la situación. Al día siguiente, el exjefe ejecutivo Friis Arne Petersen del Ministerio de Asuntos Exteriores danés describió la situación como "históricamente inaudita", mientras que Noa Redington, asesora especial de la ex primera ministra Helle Thorning-Schmidt, comparó la presión internacional sobre Dinamarca con la que se produjo durante la controversia de las caricaturas de Mahoma del Jyllands-Posten en 2005.

### Canal de Panamá
En 2024, Trump exigió que Panamá devuelva el control del Canal de Panamá a Estados Unidos debido a las "tarifas excesivas" que se cobran por el paso estadounidense. Estados Unidos controló previamente la Zona del Canal de Panamá desde 1903 hasta 1999, y ya había invadido Panamá antes en 1989.

### Gaza
En febrero de 2025, Trump afirmó que Estados Unidos "tomará el control de Gaza" y enviará tropas "si es necesario". Durante una conferencia de prensa conjunta con el primer ministro israelí, Benjamin Netanyahu, Trump propuso que el gobierno estadounidense “se apodere” de Gaza, obligue a los dos millones de residentes palestinos a trasladarse a países vecinos y convierta la zona en una “Riviera del Medio Oriente”. Para lograrlo, Trump no descartó utilizar el ejército estadounidense. António Guterres, Secretario General de la ONU, criticó el plan, calificándolo de "limpieza étnica ". Unos días después de sus comentarios sobre tomar el control de Gaza, Trump declaró que Israel entregaría Gaza a los EE. UU. después de que terminaran los combates y la población de Gaza fuera reubicada en otro lugar, lo que anularía la necesidad de tropas estadounidenses en Gaza. La propuesta de Trump de reasentar a los palestinos de Gaza fue apoyada por Netanyahu, el ministro de Defensa israelí, Israel Katz, el líder de la oposición israelí Yair Lapid y la mayoría del público israelí. Trump dijo posteriormente que a los palestinos reasentados desde Gaza como parte de este plan no se les permitiría regresar allí.
El 21 de febrero de 2025, tras la oposición de los países árabes, Trump dijo que «recomendaría», pero «no forzaría» su plan de toma de Gaza y reasentamiento de la población palestina.